# Ibrahim al-Hamdi
Ibrahim al-Hamdi, né le 30 septembre 1943 et mort assassiné le 11 octobre 1977 à Sanaa, est un militaire et homme d'État yéménite.
Après avoir pris le pouvoir à la suite d'un coup d'État, en 1974, il tente de renforcer le pouvoir de l'état yéménite et de moderniser le pays. Alors qu'il est au pouvoir, son action est relativement populaire au sein de la population yéménite et parvient à moderniser le Yémen sur des pans importants de son administration et de sa gestion.
Cependant, son régime ne dure que trois ans et il est assassiné, le 11 octobre 1977. Les responsables de l'assassinat sont encore inconnus.

## Biographie

### Origines familiales
Ibrahim Mohamed Saleh ben Ahmed ben Yahya Muslim al-Hamdi est né le 30 septembre 1943 à Qutuba. Il est issu d'une famille originaire de la localité al-Hamda. Issue de la tribu arabe Banu Hamdan, elle occupe une place importante dans la société du royaume mutawakkilite du Yémen, et plusieurs de ses membres ont été des érudits religieux.
Son père, Mohamed Saleh al-Hamdi est né à Dibin, dans le gouvernorat de Ma'rib. Zaydite, il est d'abord professeur de Coran et ouléma, il devient ensuite juge islamique à Sanaa, puis chef des juges religieux à al-Hodeïda. Marié à plusieurs reprises, il est le père d'Abdallah al-Hamdi et de son plus jeune demi-frère, Ibrahim al-Hamdi, septième de la fraterie et fils de Maymuna Abdelfattah al-Khatib, rencontrée à Qutuba. Un autre membre de la fraterie est Mohamed Mohamed al-Hamdi.

### Premières années
À l'âge de 7 ans, ayant eu une éducation religieuse, le jeune Ibrahim mémorise le Coran et apprend la jurisprudence islamique. Il étudie ensuite, la discipline de la grammaire, et l'histoire-géographie, à une époque où l'accès à l'éducation était un luxe. À 12 ans, il quitte le domicile familial pour rejoindre un établissement d'enseignement secondaire à Dhamar. Ses professeurs notent ses facilités à apprendre par coeur, ses capacités de compréhension et à convaincre.
Au milieu des années 1950, il arrête ses études pour aider son père à Sanaa. Le prince héritier tente sans succès de le convaincre de reprendre ses études. Avec le départ à la retraite de son père, al-Hamdi est nommé juge à Dhamar. Il est par ailleurs également médiateur tribal.

### Carrière militaire

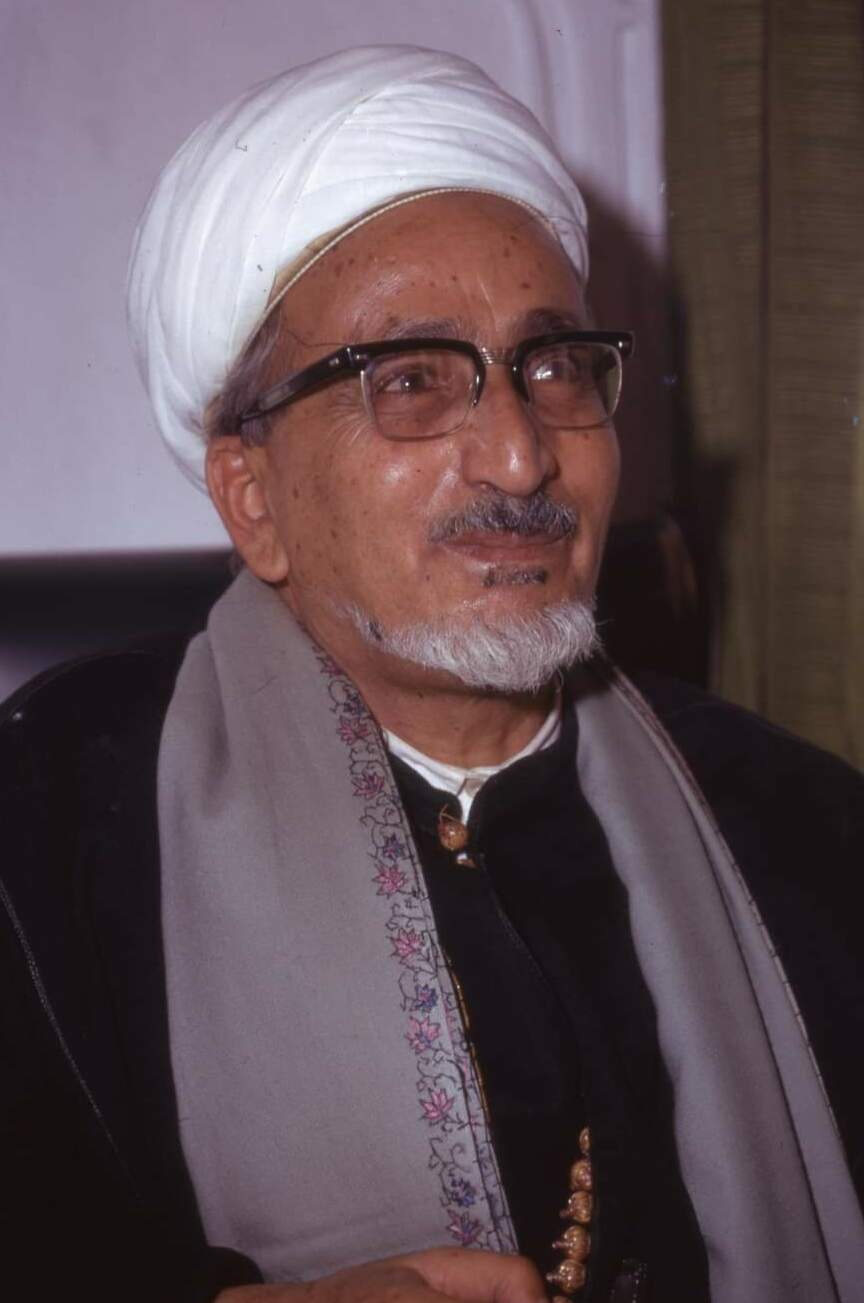
Abdel Rahman al-Iryani

Lorsque éclate la guerre civile du Yémen du Nord, Ibrahim al-Hamdi abandonne son poste de juge et rejoint les forces républicaines. Il fait notamment face au siège de Tilaa par les forces royalistes.
Alors que les royalistes sont appuyés par l'Arabie saoudite, l'Égypte envoie un contingent pour appuyer les républicains, puis, après avoir essuyé 30 000 morts, se retire du pays. Les républicains, pour leur part, sont essentiellement des bourgeois. Après avoir chassé du pouvoir Abdallah al-Sallal en 1967, les bourgeois se mettent d'accord avec le camp royaliste pour se partager le pouvoir et installent Abdel Rahman al-Iryani à la présidence,. Il est accusé d'avoir joué un rôle clé dans la répression des militaires de gauche voire marxistes purgés à la suite du compromis avec les conservateurs.
Ayant la confiance du président al-Iryani, celui-ci lui confie le commandement des forces de réserve en 1969.

### Parcours politique

#### Vice-Premier ministre
Craignant ses ambitions politiques, le président al-Iryani le limoge en 1972 et le nomme vice-Premier ministre chargé des Affaires intérieures. Cependant son influence reste persistante au sein de l'armée et courant 1974, il publie un manifeste du mouvement correctif.
Dès 1973, il organise les coopératives avec la fondation de l'Union générale des agences de coopération nationale. Les coopératives s'occupent par exemple de l'approvisionnement en eau potable,.
Il devient par ailleurs numéro deux de l'armée.

#### Coup d'État de 1974
Le 13 juin 1974, à la suite de désaccords avec le chef tribal Abdallah ibn Hussein al-Ahmar, al-Iryani décide de démissionner. Le Conseil consultatif, le parlement monocaméral du pays élu en 1970, doit alors élire un nouveau président. Cependant, sous la pression d'al-Hamdi qui procède à 31 ans, à un coup d'État sans effusion de sang, al-Ahmar présente à son tour sa démission. Le putsch est soutenu par les notables du pays, notamment les tribus zaydites, dont le chef tribal Sinan Abou Louhoum, membre de la confédération tribale Baqil, ainsi que par l'Arabie saoudite.
À cette époque, le Yémen est sous la tutelle économique et militaire de l'Arabie saoudite. Par ailleurs, les Saoudiens ont imposé les noms du Premier ministre. Au niveau national, tandis que comme à l'époque monarchique, les chefs de tribus exercent le pouvoir.

#### Président du Conseil de commandement
Le 18 juin, cinq jours après son putsch, dans le cadre d'une période de transition, al-Hamdi est nommé président du Conseil de commandement et commandant suprême de l'armée. Le Conseil de commandement devient ainsi un organe exécutif collégial bien que le chef d'État soit al-Hamdi. Il se compose de militaires, de civils (baassistes, nationalistes) et de chefs de tribus. Alors qu'il est au pouvoir, il jouit d'une certaine popularité.
Al-Hamdi charge le Premier ministre sortant Hassan Muhammad Mekki pour expédier les affaires courantes. Il décrète par ailleurs l'état d'urgence et dissout le Conseil consultatif. Le 22 juin, Mohsin Ahmad al-Aini est nommé Premier ministre. Mekki devient pour sa part vice-Premier ministre.
Alors qu'il dirige le pays, al-Hamdi s'engage dans une modernisation des instances étatiques du pays, notamment en réformant des pans importants du Yémen, comme l'armée ou les institutions.
En termes de politique étrangère, il renforce aussi bien les relations avec les États-Unis, qu'avec l'URSS. Il en obtient des coopérations militaires, mais il réduit celle avec l'URSS. L'Arabie saoudite consent à acheter des armes américaines au Yémen du Nord. En échange de la poursuite de l'aide saoudienne, al-Hamdi annonce le gel de sa relation avec l'URSS, mais cette annonce n'est pas suivie d'effet. Toujours sous pression saoudienne, il limoge certains ministres. Par ailleurs, il tente de faire du Yémen un acteur important de la sécurité de la mer Rouge,.

##### Réforme institutionnelle
En septembre 1974, le Conseil de commandement renforce le régime parlementaire et restaure le Conseil consultatif. Le gouvernement est désormais élu par celui-ci, devant lequel il est responsable. Le chef de l'État peut cependant dissoudre le Conseil consultatif, qui peut de son côté convoquer un référendum constitutionnel.
Le Conseil consultatif se réunit brièvement sous la direction d'al-Ahmar. En décembre de la même année, le Yémen du Nord passe à un régime présidentiel où le chef d'État a le pouvoir législatif en l'absence d'une assemblée élue. Le Conseil consultatif est dissout en janvier 1975 et la période de transition prolongée indéfiniment.
En 1975, en vue de la convocation d'une assemblée constituante, une Haute commission électorale est installée.

##### Politique intérieure
Al-Hamdi réforme par ailleurs l'administration. Le gouverneur est consacré premier responsable du gouvernorat.
Par rapport à la question des libertés, le Conseil de commandement vote une loi protégeant les citoyens contre les arrestations arbitraires. Le gouvernement mène également une campagne anti-corruption. Par ailleurs, les lois basées sur la charia sont remplacés par des lois étatiques inspirées des lois des pays arabes et européens, au motif de codifier la charia. Un code de commerce est adopté et le poste de procureur général est créé,.
Par ailleurs, les partis politiques sont interdits dès son arrivée au pouvoir, et les militants parfois réprimés. Par ailleurs, al-Hamdi estime que le système de gouvernance doit reposer sur l'islam. Comme alternative aux partis, al-Hamdi s'appuie sur les syndicats et les coopératives. Ces dernières jouent un rôle dans la politique de développement. Des élections ont lieu en 1976, mais elles consacrent à la fois la défaite des candidats des chefs de tribus, ainsi que ceux d'al-Hamdi, au profit des militants de gauche. L'Assemblée, issue de la seule élection tenue au suffrage direct sous al-Hamdi, fait de facto office de Parlement, et traite ainsi de politique. Les membres élus sont ainsi dans un soutien critique à al-Hamdi. Ceci lui permet de mettre en place des comités locaux en vue du lancement du Congrès général du peuple pour appliquer son programme. Le comité préparatoire est annoncé le 5 février 1977 à Hodeïda, et est présidé par Abdallah al-Hajri. Cependant l'assassinat de ce dernier reporte le lancement de la structure.
En parallèle, des comités locaux du mouvement correctif sont installés dans les différentes provinces pour formuler des recommandations.
Des routes, des hôpitaux, des cliniques et des citernes sont également construits et la presse écrite devient pluraliste. Des banques publiques ont également été créées, puis la chaîne publique yéménite, Yemen TV, est lancée le 25 septembre 1975.
Ambitionnant de mettre en place un « État civil et moderne », al-Hamdi entre en conflit avec les chefs de tribus, comme al-Ahmar. Prévoyant de quitter le pouvoir à l'issue de la période de transition, al-Hamdi estime que les chefs de tribus n'ont pas la légitimité de diriger le pays du simple fait de leur rang social, mais que le pays doit être dirigé par des personnalités élues. Il laisse cependant les tribus, proches des Frères musulmans ouvrir des écoles religieuses.
Il tente d'écarter les tribus du pouvoir en limogeant de l'armée et en lançant un assaut militaire contre les membres du clan Abou Louhoum. Cette opposition aux tribus importantes lui aliène le soutien de certaines d'entre elles.
En 1975, il remplace al-Aini par Abdel Aziz Abdel Ghani.

##### Politique sociale
Le gouvernement tente également de mettre en place une justice sociale et à supprimer les inégalités entre les villes et les campagnes.
Il veut également faciliter l'accès à la santé. Grâce à ses relations avec l'Union des républiques socialistes soviétiques, il obtient de celle-ci la construction de l'hôpital Thawra à Sanaa. Il obtient également une aide égyptienne dans les domaines de la santé, l'éducation et l'information. Il obtient également des aides de l'Algérie, de l'Irak et des Émirats arabes unis, ce dernier pays permettant la construction de lycées. L'Arabie saoudite fournit pour sa part une aide alimentaire.
Son ministre de l'Éducation Abdel Karim al-Iryani introduit un enseignement de mathématiques et de sciences.
Ambitionnant de se passer à terme de l'aide internationale, al-Hamdi met en place une politique agraire planifiée dans le but d'atteindre à terme une autosuffisance. Du matériel agricole moderne et d'irrigation est financé à Zabid et Tihama. Par ailleurs, le taux de croissance a été élevé en 1976. Cependant, celui-ci est le fruit du plan quinquennal de son prédécesseur en 1973.
Enfin, le Yémen du Nord met en place un enseignement scolaire spécialisé. La mise en œuvre de ces réformes a été facilitée par les technocrates, dont beaucoup ont été formés à l'étranger à l'époque imamite. La bourgeoisie s'est enrichie et certaines personnes issues des classes populaires, ont rejoint la classe moyenne. Sous al-Hamdi, la rente n'était non pas versée à l'État qui la redistribue, mais plutôt aux citoyens qui dirigent les projets, notamment ruraux.

##### Unification du Yémen

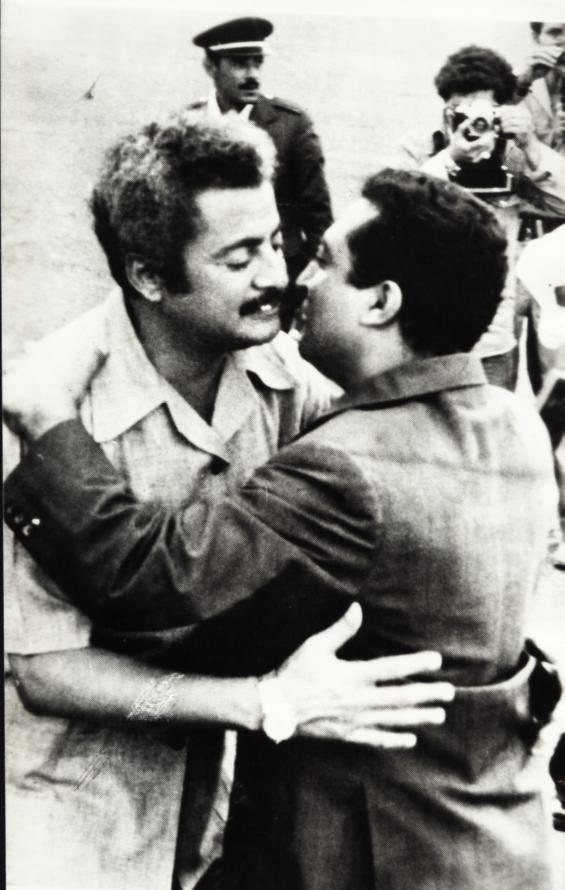
Al-Hamdi avec Salem Ali Robaye

Dès son arrivée au pouvoir, al-Hamdi a entretenu de bonnes relations avec le Yémen du Sud, avec qui les relations ont parfois été houleuses sous d'autres présidence, du fait notamment de l'influence saoudienne, avec qui al-Hamdi prend ses distances. Le Yémen du Sud est alors dirigé par Salem Ali Robaye, qu'al-Hamdi connaît depuis 1968 par l'intermédiaire de son frère qui dirige la brigade des géants. Un manuel d'histoire commun est prévu pour être enseigné dans les deux États. Les deux présidents sont convenus de mettre en place des ambassades communes, ainsi que des brigades militaires mixtes.
La mise en place d'une monnaie commune, le dinar, est également prévue. Le futur État, dont la capitale serait Sanaa, aurait pour drapeau le drapeau du Yémen du Sud avec le remplacement de l'étoile rouge par l'étoile verte du Yémen du Nord.
Prônant une politique économique « modérée », il estime que s'il réussit à mettre en place ses réformes, cela donnera un exemple au Yémen du Sud, communiste, pour se réformer puis accepter l'unification.

#### Assassinat
Le 11 octobre 1977, deux jours avant son départ à Aden pour une visite d'État, Ibrahim al-Hamdi est assassiné au domicile de son vice-président Ahmed al-Ghachmi. Ce dernier a insisté pour qu'il se rende déjeuner chez lui. Son frère Abdallah aurait été assassiné peu avant. Au moment de l'assassinat, les occupants de la maison annoncent à ses gardes du corps qu'al-Hamdi a quitté les lieux par la porte de derrière.
Puis l'ambassadeur du Yémen aux États-Unis annonce aux Américains qu'al-Hamdi et son frère ont été tués dans un échange de coups de feu alors qu'il est dans sa voiture. Par la suite, deux agents secrets françaises sont tuées dans une maison qu'elles occupaient à Sanaa, là où les corps des deux frères al-Hamdi sont apportés pour faire croire qu'ils ont été lynchés par la foule qui les a vus en pleine relation sexuelle avec ces deux femmes et ainsi ternir leur réputation. Pour sa part, al-Ghachmi affirme que c'est Abdallah qui a tué les trois autres victimes avant de se suicider. La mise en scène ne convainc pas l'opinion publique et al-Ahmar lui-même, pourtant rival d'al-Hamdi, l'estime scandaleuse.
Les funérailles nationales du président assassiné ont rassemblé des millions de participants. Al-Ghachmi échappe à une tentative d'assassinat il est conspué par des chants hostiles des participants.
Aucune enquête n'a jamais eu lieu. Cependant, al-Ghachmi et son ami et voisin Ali Abdallah Saleh, ont été soupçonnés d'avoir assassiné al-Hamdi. L'Arabie saoudite a également été soupçonnée d'être commanditaire de l'assassinat. L'hypothèse des opposants militaires ou tribaux a également été avancée. Avec sa mort, l'espoir dans la poursuite d'une politique économique continuant à se diriger vers la prospérité est battu en brèche.

## Positionnement politique
Le positionnement politique d'al-Hamdi est ambigu. Pour certaines sources, bien qu'issu d'une famille conservatrice, il était laïc voire marxiste. Il a également été décrit comme baassisste du fait de sa proximité avec le président syrien Hafez el-Assad ou nassérien ou nationaliste.
Il est par ailleurs connu pour son ascétisme et ne pratique pas un culte de la personnalité.

## Héritage
Son souvenir a été occulté par le régime d'Ali Abdallah Saleh, qui a lancé le Congrès général du peuple comme parti unique en 1982. Cependant, le souvenir d'al-Hamdi est resté fort dans la mémoire collective. Par la suite, lors de la révolution yéménite, qui a conduit à la chute de Saleh, ses portraits ont été brandis. Sa mort n'a commencé à être commémorée qu'en 2012.
Il jouit toujours d'une certaine popularité au sein de la population yéménite, qui l'apprécie encore au début du XXIe siècle.